# Ali Fazeli
Ali Fazeli (* 1968 oder 1969) ist ein US-amerikanischer Pokerspieler.

## Pokerkarriere
Fazeli stammt aus Houston und lebt in Las Vegas. Seine erste Geldplatzierung bei einem Live-Turnier erzielte er Mitte Mai 2011 im Hotel Bellagio am Las Vegas Strip. Im April 2013 belegte der Amerikaner beim Main Event des Deep Stack Extravaganza im Venetian Resort Hotel am Las Vegas Strip den zweiten Platz und erhielt ein Preisgeld von rund 75.000 US-Dollar. Ende Juni 2014 war er erstmals bei der World Series of Poker im Rio All-Suite Hotel and Casino am Las Vegas Strip erfolgreich und kam bei einem Turnier der Variante No Limit Hold’em ins Geld. Von November 2015 bis Dezember 2016 war Fazeli Stammgast bei Pokerturnieren im Aria Resort & Casino am Las Vegas Strip. Bei den High-Roller-Events mit Buy-ins von mindestens 25.000 US-Dollar platzierte sich der Amerikaner in diesem Zeitraum elfmal in den Geldrängen und gewann drei Turniere, was ihm Preisgelder von rund 2 Millionen US-Dollar einbrachte. Seitdem blieben größere Turniererfolge aus.
Insgesamt hat sich Fazeli mit Poker bei Live-Turnieren mehr als 2 Millionen US-Dollar erspielt.